# Jarozit
Jarozit je hidriran bazični kalijev železov sulfatni mineral s kemijsko formulo KFe3+
3(OH)6(SO4)2, ki je nastal z oksidacijo železovih sulfidov. Pogosto nastaja tudi kot stranski proizvod med čiščenjem in rafiniranjem cinka, v kislih rudniških drenažnimi vodah in okolji s kislo sulfatno prstjo.

## Fizikalne lastnosti
Jarozit je krhek mineral s trigonalno kristalno strukturo. Dobro se kolje po osnovni ravnini, ima trdoto 2,5-3, kar ga uvršča med mehke minerale, in specifično težo 3,15-3,26. Je prosojen do neprozoren s steklastim do motnim leskom. Barva je temno rumena do rumenkasto rjava. Včasih se zamenjuje z limonitom in getitom, kar se pogosto dogaja na primer v železovem klobuku. Jarozit je železov analog kalijevega aluminijevega sulfata alunita. 

## Nizi trdnih raztopin
V alunitovo nadskupino mineralov spadajo alunit, jarozit, bevdantit, krandalit in florencit. Minerali imajo enako kristalno strukturo, zato se med njimi dogajajo substitucije, katerih rezultat je več nizov trdnih raztopin. Splošna formula cele nadskupine je AB3(TO4)2(OH)6. V alunitovi podskupini je B aluminij (Al), v jarozitovi podskupini pa Fe3+. Bevdantitova podskupina ima splošo formulo AB3(XO4)(SO4)(OH)6, krandalitova AB3(TO4)2(OH)5.H2O in florencitova AB3(TO4)2(OH)5 ali 6.
V nizu jarozit-alunit se Fe3+ lahko zamenja z Al, zato med jarozitom in alunitom (KAl3(SO4)2(OH)6) morda obstaja popoln niz trdnih raztopin, čeprav so vmesni členi redki. Primerki iz Kopeca, Češka republika, imajo približno enako vsebnost Fe3+ in Al, vsebnost Al v jarozitu pa je običajno majhna.
V nizu jarozit-natrojarozit je kalij zamenjan z natrijem najmanj do razmerja Na/K = 1:2,4. Čisti natrijev končni člen NaFe3+
3(SO4)2(OH)6  ni znan. Natrojaroziti so minerali z razmerjem Na > K. Nastanek končnih členov niza jarozit-natrojarozit je pogojen z nizko temperaturo okolja, ki mora biti nižja od 100 °C. To je razvidno iz nihajoče porazdelitve jarozita in natrojarozita v vzorcih iz rudnika Apex v Arizoni in Gold Hill v Utahu. Vse kaže, da v nizu med obema končnima členoma obstajajo vrzeli, hkrati pa se pojavlja vprašanje, ali je niz med jarozitom in natrojarozitom sploh popoln.
V hidronijjarozitu je K+ zamenjan hidronijevim ionom H3O+. Z naraščajočo vsebnostjo hidronijevega iona se opazno zmanjša mrežni parameter c. Sprememba parametra a je majhna. hidronijjarozit lahko nastane samo iz raztopim s primanjkljajem alkalij, ker se prednostno tvori z alkalijami bogat jarozit.
Enovalentni kation K+ na položaju A lahko zamenjajo dvovalentni kationi. Sprememba lahko poteče na tri načine.
- Z zamenjavo dveh enovalentnih kationov z enim dvovalentnim kationom, pri čemer nastane na položaju A praznina. Takšen primer je plumbogumit Pb2+Al3(PO4)2(OH)5.H2O, ki spada v krandalitovo podskupino.
- Z vgradnjo dvovalentnih kationov na položaj B kot na primer v osarizavitu, Pb2+Cu2+Al2(SO4)2(OH)6, ki spada v alunitovo podskupino, in beveritu, PbFe3+
3(AsO4)3−(SO4)(OH)6, ki spada v jarozitovo podskupino.
- Z zamenjavo dvovalentnh anionov trovalentnimi anioni kot na primer bevdantitovi podskupini.

## Zgodovina
Jarozit je prvi opisal nemški mineralog August Breithaupt (1791-1873) leta 1852 na njegovem nahajališču Barranco del Jaroso pri Almeríi, Španija. Njegovo ime je povezano z imenom cvetice jara iz rodu Cistus, ki raste v tem pogorju in ima enako barvo kot mineral.
Vesoljsko pristajalno vozilo Opportunity je leta 2004 z Mössbauerjevim spektrometrom na Marsu odkrilo jarozit. Njegovo odkritje naj bi bil trden dokaz, da so bile na Marsu nekoč velike količine tekoče vode. 
Nenavadne glinaste krogle s premerom od 3,5 do 12,5 cm, prekrite z jarozitom, so nedavno odkrili pod templjem Pernate kače v Teotihuacanu, Mehika.

## Uporaba v znanosti gradiv
Jarozit je tudi bolj splošen naziv za obširno družino spojin s splošno formulo AM3(OH)6(SO4)2, v kateri so A+ lahko Na, K, Rb, NH4, H3O, Ag in Tl, N3+ pa Fe, Cr in V. V fiziki kondenzirane snovi in nanosti gradiv so pomembne zaradi trišestkotne mrežne strukture, kakršno imajo geometrijsko frustriranimi magneti.

## Galerija
- Primerki jarozita
- Jarozit iz Tombstonea, Cochise County, Arizona; velikost: 3,5 x 2,2 mm
- Kristal jarozita s tipske lokacije Jaroso, Almeria, Španija; širina: 2 mm
- Jarozit; vir: Άgios Konstantinos, Lavrion, Grčija
- Listast jarozit iz pogorja Peña Blanca, Municipio de Aldama, Chihuahua, Mehika; velikost: približno 1 cm
- Jarozitske konkrecije, Ludlow Formation, Harding County, Južna Dakota
- Jarozit iz Barranco del Jaroso, Sierra Almagrera, Španija